# Phlegra sapphirina
Phlegra sapphirina là một loài nhện trong họ Salticidae.
Loài này thuộc chi Phlegra. Phlegra sapphirina được Tord Tamerlan Teodor Thorell miêu tả năm 1875.